# Ромегас, Матюрен
Матюрен Ромегас (d’Aux-Lescot или Lescout, прозванный Romegas; 1525 или 1528 — 1581, Рим) — знаменитый мальтийский рыцарь, французского происхождения, прозванный Ромегасом по одному из владений, принадлежавших его фамилии.
Вступил в Мальтийский орден в 1547 году; став начальником галеры, вёл непрерывную борьбу с берберскими пиратами Средиземного моря, захватил множество их кораблей, освобождал христианских пленников, взял в плен некоторых главных предводителей пиратов и т. д. Во время осады Мальты султаном Сулейманом I, Ромегас выказал чрезвычайную неустрашимость. Он командовал орденским флотом, был великим приором Тулузы и Ирландии. Вступив в борьбу с великим магистром ордена Жаном л’Эвеком де ла Касьером, Ромегас отправился вместе с ним в Рим для изложения своих жалоб, но там умер, в 1581 году.